# Најџел Вилијамс Гос
Најџел Вилијамс Гос (енгл. Nigel Williams-Goss; Хепи Вали, Орегон, 16. септембар 1994) амерички је кошаркаш. Игра на позицијама плејмејкера и бека, а тренутно наступа за  Жалгирис.

## Каријера

### Клупска
На НБА драфту 2017. године одабран је као 55. пик од стране Јута џеза.
Најџел Вилијамс-Гос је 28. августа 2017. године потписао двогодишњи уговор са Партизаном. Са Партизаном је освојио Куп Радивоја Кораћа 2018. године победом у финалу над Црвеном звездом у Нишу 81:75. У финалу је проглашен за најкориснијег играча. Током сезоне 2017/18, Вилијамс-Гос је у АБА лиги бележио просек од 16,9 поена и 7 асистенција по утакмици, док је у Суперлиги имао просек од 19,6 поена и 8 асистенција. Освојио је и награду за најкориснијег играча Суперлиге Србије. У јулу 2018. напустио је Партизан и прешао у грчки Олимпијакос.
У сезони 2019/20. је био играч Јута џеза. Наступио је на само 10 утакмица за Јуту, а већи део сезоне је провео у НБА развојној лиги, где је играо за Солт Лејк сити старсе. У јануару 2021. потписао је за Локомотиву Кубањ до краја сезоне 2020/21. У јулу 2021. потписао је двогодишњи уговор са Реал Мадридом. Са Реалом је освојио Евролигу у сезони 2022/23. У домаћим такмичењима са клубом је освојио једном шпанску АЦБ лигу и два пута шпански Суперкуп. У јуну 2023. вратио се у Олимпијакос.

### Репрезентативна
Био је члан јуниорске репрезентације САД која је на Светском првенству 2013. у Чешкој освојила златну медаљу. Вилијамс-Гос је просечно бележио 7,9 поена, 2,8 скокова и 2,7 асистенција.

## Успеси

### Клупски
- Партизан:
  - Куп Радивоја Кораћа (1): 2018.
- Реал Мадрид:
  - Евролига (1): 2022/23.
  - Првенство Шпаније (1): 2021/22.
  - Суперкуп Шпаније (2): 2021, 2022.
- Олимпијакос:
  - Првенство Грчке (1): 2024/25.
  - Куп Грчке (1): 2024.
  - Суперкуп Грчке (2): 2023, 2024.

### Репрезентативни
- Светско првенство до 19 година:  2013.

### Појединачни
- Најкориснији играч Суперлиге Србије (1): 2017/18.
- Најкориснији играч финала Купа Радивоја Кораћа (1): 2018.